# برتون به روایت برتون
کتاب برتون به روایت برتون/«برتون به روایت برتون» (Burton On Burton) به ویراستاری «مارک سلیسبری» و «هنر تیم برتون» (The Art Of Tim Burton) به قلم «لیا گالو». 
این کتاب در سال ۱۳۹۰ خورشیدی، توسط ابراهیم عامل محرابی به فارسی ترجمه شد و با عنوان «برتون به روایت برتون» در دو نوبت به چاپ رسید.
در کتاب «برتون به روایت برتون»، «جانی دپ» درباره‌اش می‌نویسد: «چه چیز بیشتری می‌توانم درباره‌اش بگویم؟ او یک برادر است، یک دوست، پدرخواندهٔ پسرم. او روحی شجاع و منحصربه‌فرد دارد، کسی که به‌خاطرش تا آخر دنیا هم می‌روم، و به‌خوبی می‌دانم، او هم به‌خاطر من چنین کاری می‌کند.» با خوندن این کتاب به دنیایی درونی تیم برتون وارد می‌شوید.دنیایی پر از شگفتی‌ها و رنگهای بینظیر.در حال حاضر که این نوشته را می‌نویسم تیم برتون روایت جدیدی از آلیس در سرزمین عجایب رو بر پرده سینماها دارد.در این کتاب با نحوی آشنایی جانی دپ با تیم برتون هم اشاره شده‌است.